# Thomas Bscher
Thomas Bscher (Colônia 2 de abril de 1952), estudou administração e trabalhou em bancos como Deutsche Bank, Brown Brothers Harriman e S.G. Warburg. Em 2003 foi eleito presidente da marca Bugatti, pertencente ao portfolio da VAG.

## 24 Horas de Le Mans[1]
| Ano  | Equipe                                     | Nº | Co-Pilotos                      | Chassi                | Pneus | Classe | Voltas | Posição Na Classe | Geral |
| Ano  | Equipe                                     | Nº | Co-Pilotos                      | Motor                 | Pneus | Classe | Voltas | Posição Na Classe | Geral |
| ---- | ------------------------------------------ | -- | ------------------------------- | --------------------- | ----- | ------ | ------ | ----------------- | ----- |
| 1994 | Seikel Motorsport                          | 58 | Lindsay Owen-Jones John Nielsen | Porsche 968 Turbo RS  | Y     | GT2    | 84     | DNF               | DNF   |
| 1994 | Seikel Motorsport                          | 58 | Lindsay Owen-Jones John Nielsen | Porsche 3.0L Turbo I4 | Y     | GT2    | 84     | DNF               | DNF   |
| 1995 | West Competition David Price Racing        | 49 | John Nielsen Jochen Mass        | McLaren F1 GTR        | G     | GT1    | 131    | DNF               | DNF   |
| 1995 | West Competition David Price Racing        | 49 | John Nielsen Jochen Mass        | BMW S70 6.1L V12      | G     | GT1    | 131    | DNF               | DNF   |
| 1996 | West Competition David Price Racing        | 30 | John Nielsen Peter Kox          | McLaren F1 GTR        | G     | GT1    | 338    | 3º                | 4º    |
| 1996 | West Competition David Price Racing        | 30 | John Nielsen Peter Kox          | BMW S70 6.1L V12      | G     | GT1    | 338    | 3º                | 4º    |
| 1998 | Gulf Team Davidoff GTC Competition         | 41 | Rinaldo Capello Emanuele Pirro  | McLaren F1 GTR        | G     | GT1    | 228    | DNF               | DNF   |
| 1998 | Gulf Team Davidoff GTC Competition         | 41 | Rinaldo Capello Emanuele Pirro  | BMW S70 6.0L V12      | G     | GT1    | 228    | DNF               | DNF   |
| 1999 | Price+Bscher                               | 18 | Bill Auberlen Steve Soper       | BMW V12 LM            | Y     | LMP    | 345    | 4º                | 5º    |
| 1999 | Price+Bscher                               | 18 | Bill Auberlen Steve Soper       | BMW S70 6.0L V12      | Y     | LMP    | 345    | 4º                | 5º    |
| 2000 | Thomas Bscher Promotion David Price Racing | 15 | Geoff Lees Jean-Marc Gounon     | BMW V12 LM            | G     | LMP900 | 180    | DNF               | DNF   |
| 2000 | Thomas Bscher Promotion David Price Racing | 15 | Geoff Lees Jean-Marc Gounon     | BMW S70 6.0L V12      | G     | LMP900 | 180    | DNF               | DNF   |